# Associação Olímpica de Itabaiana
L'Associação Olímpica de Itabaiana, nota anche semplicemente come Itabaiana, è una società calcistica brasiliana con sede nella città di Itabaiana, nello stato del Sergipe.

## Storia
L'Itabaiana è stato fondato il 10 luglio 1938, dopo il fallimento del Botafogo Sport Club. Il club ha partecipato al Campeonato Brasileiro Série A nel 1974, nel 1979, nel 1980, nel 1981 e nel 1982.

## Palmarès

### Competizioni statali
- Campionato Sergipano: 11

1969, 1973, 1978, 1979, 1980, 1981, 1982, 1997, 2005, 2012, 2023
- Copa Governo do Estado de Sergipe: 2

2006, 2007

### Altri piazzamenti
- Campeonato Brasileiro Série B:

Terzo posto: 1971